# Système solaire de Zagreb
Le système solaire de Zagreb  (en croate : Prizemljeni Sunčev sustav) est une installation d'art située à Zagreb, en Croatie, qui représente le système solaire en respectant les proportions de taille et de distance entre les différentes planètes et le Soleil.
Le système est représenté à l'échelle 1:680 000 000 : le Soleil est représenté par une boule de 2 m de diamètre située dans Bogovićeva, la Terre est représentée par une bille de 1,8 cm de diamètre située à 193,7 m du Soleil et Pluton est situé à 7,7 km du Soleil.
Le Soleil (Grounded Sun), œuvre du sculpteur Ivan Kožarić (en), est installé au printemps 1971 devant le théâtre national de Zagreb ; il est réalisé en fibre de verre teintée mais est vandalisé par des jets de peinture, des graffitis et même une tentative d'incendie et déplacé à plusieurs reprises. C'est finalement une réplique en bronze doré qui occupe depuis 1994 l'emplacement définitif. En 2004, Davor Preis complète le dispositif avec neuf boules en acier inoxydables fixées sur des plaques métalliques (Nine Views) et implantées dans différents endroits de la ville,.

## Soleil et planètes
| Nom     | Localisation                                                    | Taille | Distance du Soleil | Photographie |
| ------- | --------------------------------------------------------------- | ------ | ------------------ | ------------ |
| Soleil  | 3, rue Bogovićeva 45° 48′ 44″ N, 15° 58′ 32″ E                  | 2 m    | 0 m                |              |
| Mercure | 3, rue Margaretska 45° 48′ 45″ N, 15° 58′ 28″ E                 | 7 mm   | 75 m               |              |
| Vénus   | 3, place Ban-Jelačić 45° 48′ 49″ N, 15° 58′ 36″ E               | 17 mm  | 140,1 m            |              |
| Terre   | 9, rue Varšavska 45° 48′ 43″ N, 15° 58′ 21″ E                   | 18 mm  | 193,7 m            |              |
| Mars    | 21, rue Tkalčićeva 45° 48′ 54″ N, 15° 58′ 34″ E                 | 10 mm  | 295,2 m            |              |
| Jupiter | 71, rue Voćarska 45° 49′ 07″ N, 15° 59′ 16″ E                   | 28 cm  | 1 176 m            |              |
| Saturne | 1, rue Račićeva 45° 49′ 04″ N, 16° 00′ 08″ E                    | 21 cm  | 1 851,2 m          |              |
| Uranus  | 9, Siget 45° 46′ 30″ N, 15° 58′ 05″ E                           | 8,9 cm | 3 718,2 m          |              |
| Neptune | Kozari Put 45° 47′ 31″ N, 16° 03′ 18″ E                         | 8,6 cm | 5 833,5 m          |              |
| Pluton  | Allée Bologne (passage souterrain) 45° 48′ 52″ N, 15° 51′ 39″ E | 3 mm   | 7 658,6 m          |              |